# Michael Jackson's This is it
Michael Jackson's This Is It (comúnmente acortado a This Is It y traducido cómo Michael Jackson: Esto Es Todo en habla hispana) es un concierto-documental estadounidense de 2009 dirigido por Kenny Ortega, trata de la preparación de Michael Jackson para This Is it, una serie de conciertos que se cancelaron debido a su muerte en 2009. Es la última película de Jackson, y hasta ahora es conocida como una de los documentales de cine más taquilleros en la historia.

Como ya fue mencionado antes, la película se compone de los ensayos y el detrás de cámaras del concierto. Kenny dijo que estas escenas ya habían sido filmadas, y que en un principio Michael quería que fueran publicadas después de su concierto y que fuera lanzado directo a video, pero debido a la muerte de Jackson, Kenny optó por mover la producción de este documental y lanzarla a los cines, para que «todos pudieran ver una última película de Jackson». Las escenas del concierto fueron filmadas en el Staples Center y The Forum en California.
La película estuvo disponible en todos los países del mundo. Las entradas salieron a la venta un mes antes, el 27 de septiembre, para satisfacer una demanda previa, hasta la fecha la película rompió varios récords.
This Is It ha sido criticada ya que muchos piensan que la película fue producida para obtener los beneficios que perdieron por la cancelación de los conciertos. Varios miembros de la familia Jackson criticaron la película, e incluso hubo una ocasión donde intentaron detener la producción de la misma. La película también ha estado rodeada de denuncias relacionadas con la aparición de un duplicado del cuerpo de Jackson, cosa que Sony negó, esto causó una gran indignación en los admiradores de Jackson: llegaron tan lejos que hicieron protestas en contra de la película. En agosto de 2009, un juez aprobó un acuerdo entre el patrimonio de Jackson, la promotora de los conciertos AEG Live y Sony Pictures. El acuerdo permitió a Sony editar cientos de horas de material de los ensayos, material necesario para la creación de la película. Sony posteriormente pagó $50 millones por los derechos del producto final.
A pesar de las controversias This Is It recibió buenas críticas: muchos consideraron que las canciones de Michael y las actuaciones del elenco eran «fenomenales», aunque muchos otros criticaron la película ya que pensaban que fue hecha para «sacarle provecho a la muerte del Rey». A pesar de que algunos admiradores se mostraban en contra de la película, y que su familia no la haya aprobado, la venta de entradas rompió muchos récords en taquilla. Entre las ciudades con mayores ventas estuvieron Los Ángeles, San Francisco, Houston y Nueva York. Los registros también se establecieron en Japón, donde más de $1 millón en billetes se vendieron el primer día que estuvieron disponibles. En Londres, los fanáticos compraron más de 30.000 entradas el día del lanzamiento, rompiendo el récord de ventas que también fue reportado en Holanda, Suecia, Argentina, Bélgica, Brasil y Nueva Zelanda.

## Antecedentes

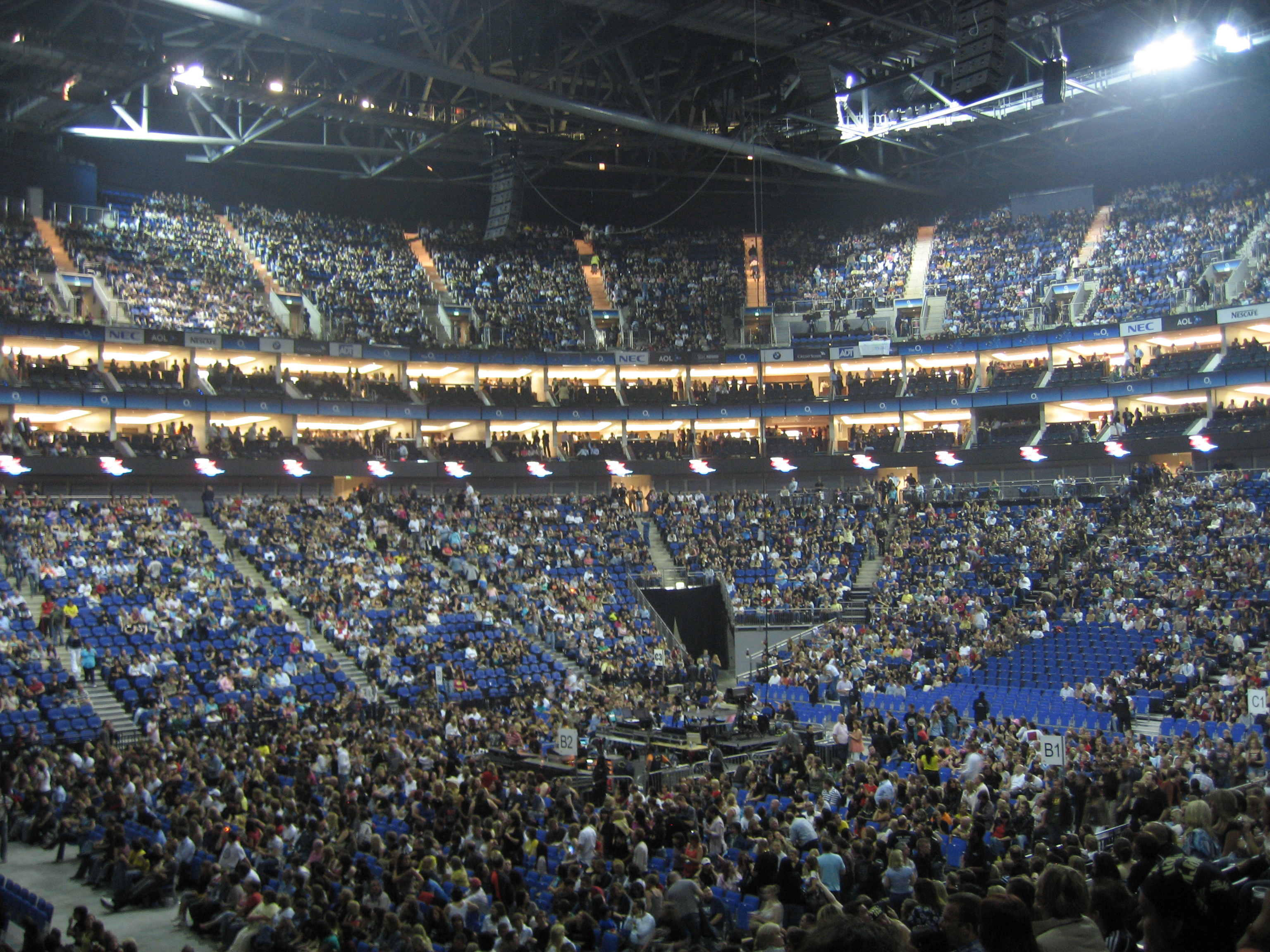
El interior de la O2 Arena, donde Michael anunció su retiro.

El 5 de marzo de 2009 Michael Jackson anunció en la O2 Arena que pensaba jubilarse y hacer 10 conciertos más en Londres, estas fueron sus palabras:

I just wanted to say that these will be my final show performances in London. When I say this is it, it really means This Is It.
Estoy buscando hacer mis últimos conciertos en Londres, y cuando digo esto me refiero a que Eso Es Todo.

Debido al gran número de presentaciones, se tuvo que transformar en una gira por Londres que empezaría el 8 de julio de 2009, y terminaría el 6 de marzo de 2010.
El sitio web de AEG Live dijo que habría otro retraso para todos los conciertos, debido a que tenía que prepararse el show, sobre todo para los ensayos  This Is It sería un tour de Michael Jackson recordado desde el HIStory World Tour, que comenzó en 1996 y terminó en 1997. En la preparación de los conciertos, Jackson había estado colaborando con varias personas, como Kenny Ortega, el cual le sirvió para tomar fotos. El 29 de junio de 2009, solo unos días después de la muerte de Jackson la promotora del tour anunció que se cancelaría la gira y que se le reembolsaría el dinero a todos los que hubiesen apartado algún/os boleto/s del concierto, y además se les daría un billete especial con la cara de Michael.

## Música
Un álbum titulado This Is It fue publicado el 26 de octubre y debutó en la lista Billboard en el puesto número 1 teniendo más de 373,000 ventas en su primera semana de lanzamiento. Los dos discos tenían características «que impulsaron a las películas». Respecto a los álbumes, Sony dijo «el disco uno contará con los maestros de los álbumes originales de algunos de los mayores éxitos de Michael ordenados en la misma secuencia en que aparecen en la película» y afirmó que el disco «terminaba con dos versiones exclusivas de la nunca lanzada "This Is It"». Esta canción aparece en la secuencia final de la película e incluye coros de los hermanos de Michael Jackson, originalmente la canción se llamaba "I Never Heard" pero nunca se pensó poner a la venta, ni siquiera en el hipotético álbum que se hubiera publicado si es que el cantante no hubiera fallecido, así como tampoco hubiera formado parte de la gira. Sony también dijo que el segundo disco contará con «versiones inéditas de las canciones de Jackson y que también incluirá un poema basado en la canción 'Earth Song' (que apareció originalmente en las notas de la del álbum de 1991 Dangerous) y un folleto conmemorativo de 36 páginas con fotos de Michael Jackson.
Se tenía planeado usar canciones de los Jackson 5 para el concierto así como varios de los más grandes éxitos de Michael, como es el caso de la exitosa canción "Thriller", del mismo modo se hicieron canciones nuevas y también se mezclaron canciones ya existentes para hacer otras nuevas.
| N.º | Canción                                                             |
| --- | ------------------------------------------------------------------- |
| 1   | "Wanna Be Startin' Somethin'" (En Vivo)                             |
| 2   | "Jam" (Playback)                                                    |
| 3   | "They Don't Care About Us" (Playback)                               |
| 4   | "Human Nature" (En Vivo)                                            |
| 5   | "Smooth Criminal" (Playback)                                        |
| 6   | "The Way You Make Me Feel" (Playback)                               |
| 7   | "I Want You Back" / "The Love You Save" / "I'll Be There" (En Vivo) |
| 8   | "Shake Your Body (Down to the Ground)" (Playback)                   |
| 9   | "I Just Can't Stop Loving You" (En Vivo)                            |
| 10  | "Thriller" (Playback)                                               |
| 11  | "Beat It" (Playback)                                                |
| 12  | "Black or White" (En Vivo)                                          |
| 13  | "Earth Song" (Playback)                                             |
| 14  | "Billie Jean" (Playback)                                            |
| 15  | "Man in the Mirror" (Playback)                                      |
| –   | "This Is It" (Grabación de Estudio) (Créditos Finales)              |
| –   | "Heal the World" (Playback) (Créditos Finales)                      |

## Producción
El director y coreógrafo de la película, afirmó que la filmación del concierto estaba planeado para hacerse un documental el cual sería publicado poco después de terminar los conciertos. También dijo que fue una «grabación privada», Sandrine Orabona y Tim Patterson dijeron que Jackson y su coreografía ya había ensayado varias veces debido a su gran interés por hacer un concierto de calidad.  Debido a su muerte se optó por publicarla en los cines, en memoria del ya fallecido Rey del Pop, la película fue dirigida principalmente para sus grandes admiradores así como su familia, y les mostraría el desarrollo y la intención de la película.
El 10 de agosto, un juez del Tribunal Superior aprobó oficialmente el acuerdo entre Columbia Pictures (distribuidora de cine) y AEG Live (el promotor de los conciertos) para que se compraran los derechos de los ensayos de los conciertos. También se incluía un acuerdo de comercialización con Bravado International Group, una subdivisión de Universal Music Group, que es propiedad de Vivendi, para que puedan distribuir y vender la mercancía del documental. Según varios informes tuvieron que pagar 60 millones de dólares para poder poseer los derechos de la filmación. Los documentos presentados para obtener los derechos tenían una cláusula la cual decía que la Familia Jackson obtendría el 90% de los ingresos de la película y AEG solo recibiría el 10%. En el acuerdo, Columbia y AEG Live ambos estuvieron de acuerdo en que el acuerdo de que la versión final de la película no debía ser mayor a 150 minutos (2 horas y 30 minutos), y que la película debía tener la clasificación PG. El contrato También declaraba que el estudio tenía prohibido agregar imágenes negativas de Jackson, lo que significa que: «Tomas y fotografías degradantes no serán permitidas, ya que se trata de honrar a un hombre y no perturbarlo». Los documentos de la corte declaró que para que la película sea lanzada al público la versión final de la película que se proyectará a los representantes del Rey.

## Fases
El 11 de agosto, se anunció ampliamente, y se confirmó después, que la película iba a ser estrenada en cines en octubre de 2009, aunque en aquel momento no había fecha de cuándo se estrenaría. Posteriormente se confirmó que la película iba a ser estrenada a nivel mundial el 30 de octubre de 2009. En agosto, se anunció que la fecha de la película de liberación se aplazó dos días antes del 28 de octubre. Sony dijo que la fecha de la película se había adelantado debido a cierras demandas hechas por el público. El 6 de octubre, se informó y fue confirmado por un ejecutivo de Sony, que la película había sido elegida para ser una de las últimas «20 mejores películas occidentales». China  permitía que las mejores películas extranjeras serían presentadas. Censores  habían aprobado los informes, de que la película saldría antes de las vacaciones, teniendo la premier el 3 de octubre, mucho antes de su estreno mundial. Li Chow, gerente de Sony Pictures Releasing International declaró que Sony le dará a la película la más amplia liberación posible debido a la popularidad de Jackson.
A pesar de que las proyecciones ya habían sido planeadas y reservadas meses antes reservado con varios meses atrás, Regal Entertainment Group, la mayor cadena cinematográfica de los EE. UU., declaró el 30 de septiembre, iban a presentarse preestrenos de la filmación IMAX. Regal ha declarado que estaban pensando en hacer 25 lugares  disponibles para la proyección de la película cuando se abrió al público el 28 de octubre. Dick Westerling, jefe de marketing y publicidad para Regal, dijo que la película fue seleccionada debido a sus gran número de ventas. IMAX Corporation y Sony dijeron que la película se estrenaría en los cines con IMAX digital y que también sería limitada para varios países debido a los «tiempos del espectáculo» en 96 salas IMAX digital, y, además, la película se reproducirá en 27 lugares fuera de los Estados Unidos. Una parte clave del proceso de IMAX DMR incluye remasterización de la banda sonora para tomar ventaja de los watss del sistema de audio del mismo.

### Marketing
El 9 de septiembre de 2009, un póster de la película fue publicado. El 10 de septiembre de 2009, se informó en los MTV Video Music Awards que se haría un video de honor a Michael Jackson y también fue presentado un tráiler de This Is It. También fue presentado un homenaje de Janet Jackson para Michael, este espectáculo fue visto por más de 9 millones de personas. El 13 de septiembre de 2009, se informó de que un «un secreto de Michael Jackson (un video promocional) estaba siendo producido» para promocionar su siguiente película, la cual se estrenaría un mes después del anuncio. Se informó que Jackson ya había grabado la canción oficial de su gira antes de haber iniciado la gira, pero no se terminó debido a su muerte, fue dejado de lado hasta que los productores en Los Ángeles la remesclara con una orquesta.
El 23 de septiembre de 2009, se informó de que la nueva canción de la película «This Is It» sería lanzada el 12 de octubre de 2009, dieciséis días antes del estreno de la película. El 9 de octubre, se confirmó que la canción se estrenaría en línea el lunes siguiente a la medianoche, recibiendo su estreno mundial en MichaelJackson.com. El 21 de septiembre de 2009, Sony lanzó un clip de 45 segundos de Jackson ensayando para su actuación en «Human Nature» y también publicó fotografías del videoclip. Como parte de una campaña de marketing, la revista Entertainment Weekly hizo un artículo la película con una publicación de la misma, siendo parte de la edición de octubre del 2009 de la revista, a punto de chocar con el lanzamiento de la película de ese mismo mes. También como parte de la promoción, se publicaron 8 cosas jamás vistas de Michael Jackson. El 21 de octubre, un clip de Jackson ensayando «The Way You Make Me Feel», fue puesta en libertad.
En septiembre de 2009, Sony lanzó «This-Is-It-Fans.com», que permitió a los aficionados inscribirse para una «alerta» para que puedan ser capaces de formar parte en el mosaico de 'Michael Jackson's This Is It', en la que los aficionados podían subir fotos suyas a la web, a partir del 21 de septiembre el mosaico empezó a hacerse, finalizan dolo el 30 de septiembre, para publicarlo seis días antes del estreno de la película. El 24 de septiembre de 2009, MTV anunció, tras el éxito del proyecto que permitiría a los usuarios registrados en MTV.com ver cualquier parte del tráiler.

## Controversias
En septiembre de 2009, AEG declaró que, basándose en el entusiasmo positivo por los admiradores para esperar en líneas para los días de entradas para la película, y que era una «señal» de que los admiradores no estaban contentos de que siguieran vendiendo mercancías de Jackson tras su muerte. Tim Leiweke, presidente de AEG, dijo iba a dirigir la película principalmente a los admiradores para continuar con el Legado de Michael y el hecho de que la gente tenía pensado de otra manera de que su muerte había dañado mucho a AEG. Leiweke dijo:

«Algunas de las cosas que la gente ha dicho sobre nosotros, son tan falsas que esta película va a restaurar su legado, y demostrar que, de hecho le dio a Michael una segunda oportunidad. Y la oportunidad de hacer el tipo de regreso que el estaba soñando. y eso que hemos creado un ambiente para lo que fue probablemente el mejor de sus últimos 10 ó 15 años. Y estoy muy orgulloso de la forma en que tratan Michael, y muy orgulloso de la colaboración que hemos tenido con él, y esta película es una oportunidad para celebrar eso, y pudo superar todos los chismes y toda la insinuación»

Varios miembros de la familia Jackson se habían mostrado en contra de la película desde agosto de 2009. Sus sobrinos trataron de acudir a los tribunales para tratar de detener las negociaciones entre AEG Live y Sony. Su hermana mayor La Toya dijo que no quería que publicaran la película puesto a que su hermano no había dado todo lo que tenía.  TMZ indicó que los miembros de la familia Jackson habían sentido que las imágenes de Jackson eran degradantes, y que también pensaban que usaron una réplica de su cuerpo. Sin embargo, Sony dio a conocer que las acusaciones de un doble del Rey eran falsos.
En el momento de la muerte de Jackson, y como consecuencia, varios informes emergieron que AEG Live presionaba lo presionaba mucho para su concierto, como el hecho de que no quería hablar de sus supuestas enfermedades para evitar la cancelación de los conciertos. Las preocupaciones incluían la apariencia de Jackson debido a la falta de alimentación que había provocado que fuera incapaz de realizar ciertos trabajos por su falta de fuerza, y que AEG había usado a un doble de Jackson para terminar la realización de la This Is It. Después de la muerte de Jackson, AEG declaró que no había nada de cierto en ninguno de los rumores y de que Jackson estaba delgado pero en condiciones de poder trabajar. El 23 de octubre de 2009, días antes del estreno de la película, los seguidores de Jackson lanzaron una campaña de protesta titulada «This is Not» (Esto no es el en español). El enfoque de la campaña era convencer a la gente de que la salud de Jackson fue descuidada por AEG, entre otros, y que AEG fue en parte la responsable de su muerte, y ahora la compañía estaba recordandolo. El grupo comenzó un sitio web y crearon su propio 'tráiler' de la película para mostrar su punto de vista sobre el documental. Los manifestantes también erróneamente afirmaron que su peso era de 108 libras (49 kg), en su muerte, lo que contradice su autopsia, que había sido declarado que pesaba 136 libras (61 kg).

### Taquilla
La película en su estreno recaudó más en lo internacional que en América del Norte. Desde el 1 de marzo de 2011, el producto interno bruto total de la película era de $261 millones. El Hollywood Reporter dijo que This Is It iba tomar el primer lugar en la lista de mayores recaudaciones, ya que su total para ese día era de $23.234.394 en más de 3.000 salas de cine, con un promedio $6.675 en cada cine durante el período de cinco días. Este regreso había sido más de lo que Sony esperaba ya que su estimado era de 50 millones, pero después de que la película fuera criticada por los admiradores y seguidores del ya fallecido rey del pop habían reducido sus expectativas, y pensaron que recaudarían 35 millones, mientras que los analistas esperaban un estimado de 30 millones de dólares para un fin de semana.
La película rompió varios récords durante su duración en el cine, incluso superó las expectativas de Sony, los cuales creían que el total de recaudación sería 35 millones, siendo en realidad un poco más del doble de esta cantidad. Varios informes indican que el 80% de los boletos en los EE. UU. fueron vendidos en la preventa de su página oficial durante las primeras 24 horas, estas ventas hicieron que fuera considerada de «dominante» que las películas Avatar y New Moon.

### Respuesta de la crítica
Obtuvo principalmente críticas positivas, en Rotten Tomatoes fue certificada «fresca» teniendo un 81% de críticas positivas, «Sí bien este documental no fue un verdadero concierto logró satisfacer al público y entretenerlo». Metacritic, que le asignó una puntuación semi-positiva teniendo una puntuación de 67/100. Un revisor de la página de críticas mexicanas Mucho Cine calificó a This Is It, con cuatro estrellas en general. En Internet Movie Database obtuvo una puntuación de 7.8 basado en la crítica de más de 28,000 usuarios.
Roger Ebert del Chicago Sun Times describió la película como un «documental extraordinario», y dijo que la película era «nada parecido a lo que esperaba ver». Ebert rechazó los informes de que Jackson se encontraba en mal estado de salud y fue de bajo rendimiento, e indica que la película no mostró un a un hombre enfermo y drogado ni fue obligado a tocar conciertos, sino un espíritu encarnado por la música y se refirió a los resultados de ensayos de Jackson, a los cuales también denominó como algo genial. Kirt Honeycutt de The Hollywood Reporter elogió la película por ser «extraña y seductora extrañamente» para la captura de Jackson en «apretones febriles de la creatividad pura», y afirmó que si bien la película presenta al público con una pantalla llena de todo el mundo que van desde admiradores, músicos, coreógrafos, miembros de la tripulación, y artesanos, ella se dio cuenta de que la película se había centrado principalmente en Jackson. Honeycutt la tomó como un extraordinario detrás de cámaras, ya que era eso pero al mismo tiempo era diferente.